# Ноткин, Александр Ильич
Александр Ильич Ноткин (1901, Луганск Екатеринославской губ. — 1982, Москва) — советский экономист. Доктор экономических наук (1944), профессор (1931). Член-корреспондент АН СССР (23.12.1976).

## Биография
Окончил Московский институт народного хозяйства (1925).
Консультант Бюро промышленно-экономических исследований Президиума ВСНХ СССР (1929—1930). Учёный специалист института экономических исследований Госплана СССР (1933—1937). С 1927 на педагогической работе, в том числе в МГУ, Московском институте инженеров транспорта, Академии внешней торговли.
С 1938 года работал в Институте экономики АН СССР.
Принимал участие в разработке ряда пятилетних и перспективных планов развития народного хозяйства. Автор работ по проблемам методологии политической экономии, воспроизводства, структуры и эффективности общественного производства.
Работа И. В. Сталина «Экономические проблемы социализма в СССР» содержит «Ответ товарищу Ноткину Александру Ильичу» по поводу обсуждения учебника политэкономии.
Награждён 6 орденами, а также медалями.
В КПСС не состоял.